# Гостиний двір (станція метро)
59°56′03″ пн. ш. 30°20′02″ сх. д. / 59.93417° пн. ш. 30.33389° сх. д.
«Гостиний двір» (рос. Гостиный двор) — станція Невсько-Василеострівської лінії Петербурзького метрополітену, розташована між станціями «Василеострівська» і «Маяковська».
Відкрита 3 листопада 1967 у складі ділянки «Василеострівська» — «Площа Олександра Невського-1». Отримала назву через розташування наземного вестибюля у дворі однойменного універмагу.

## Технічна характеристика
Конструкція станції — закритого типу глибокого закладення (глибина закладення — 56 м). Власний похилий хід станції чотиристрічковий, починається зі східного торця станції.

## Вестибюлі і пересадки
Наземний вестибюль станції вбудований прямо в будівлю найбільшого в місті старовинного торгового центру. Світлий просторий вестибюль, на висоту стін оздоблено мармуром «коєлга», перекрито складчастою стелею, що приховує освітлювальні пристрої. Над похилим ходом розташовано вітраж, що зображає один з найтрагічніших епізодів революційної боротьби пролетаріату-демонстрацію 4 липня 1917, розстріляну за наказом Тимчасового уряду на розі Садової вулиці і Невського проспекту (художник А. Л. Корольов).
Вихід у місто на Невський проспект, Садову вулицю, набережну каналу Грибоєдова, до універмагу «Великий гостинний двір», здійснюється із західного торця станції через об'єднаний вестибюль зі станцією «Невський проспект».
До західного торця примикають два малих нахили станції «Невський проспект», за якими пасажири можуть здійснити пересадку з другої на третю лінію.
З центру залу починається перехід на станцію «Невський проспект», по двом сходах пасажири спускаються під платформу, в тунель, що закінчується сходами, що ведуть через турнікети в центр залу «Невського проспекту». Таким чином, на даному пересадному вузлі пасажиропотоки розділені.

## Оздоблення
Стіни перонного залу оздоблені світлим мармуром. Білі стіни і сріблясті карнизи контрастують з чорними дверима з анодованого алюмінію, утопленими в ніші, і темно-сірою підлогою з камнегорського граніту. Назва станції набрано шрифтом, розташованим під кутом до вертикалі.

## Ресурси Інтернету
- «Гостинний двір» на metro.vpeterburge.ru [Архівовано 24 грудня 2019 у Wayback Machine.] (рос.)
- «Гостинний двір» на ometro.net (рос.)
- «Гостинний двір» на форумі SubwayTalks.ru [Архівовано 18 березня 2014 у Wayback Machine.] (рос.)
- «Гостинний двір» на metro-ussr.ucoz.ru [Архівовано 22 січня 2011 у Wayback Machine.] (рос.)
- Санкт-Петербург. Петроград. Ленінград: Енциклопедичний довідник. «Гостиний двір» (рос.)